# Cygnus NG-20
Cygnus NG-20 – misja statku transportowego Cygnus, prowadzona przez prywatną firmę Orbital ATK na zlecenie amerykańskiej agencji kosmicznej NASA w ramach programu Commercial Resupply Services w celu zaopatrzenia Międzynarodowej Stacji Kosmicznej.
Statek dostarczył łącznie 3726 kg ładunku: 1129 kg różnego rodzaju zaopatrzenia dla załogi, 1369 kg eksperymentów naukowych, 1131 kg sprzętu na potrzeby stacji, 16 kg sprzętu do spacerów kosmicznych i 67 kg zasobów komputerowych.